# 이모티콘

미소 짓는 표정을 나타낸 이모티콘

이모티콘(영어: emoticon) 또는 순화 용어인 그림말은 메타 커뮤니케이션의 일종으로, 문자를 이용하여 만들어낸 감정을 나타내는 기호들을 일컫는다. 또한 각 언어마다 사용하는 문자가 다르기 때문에 조금씩 차이를 보이기도 한다. 작은 각도라도 엄청난 감정의 차이를 보여준다. 간단한 기호들이 모여서 sus 만들어진 이모티콘도 있다. 서양에서는 주로 가로로 기울어진 이모티콘을 사용하고, 동양에서는 주로 세로로 된 이모티콘을 사용한다. 그리고 이모티콘은 문자 기반의 의사소통에서 주로 쓰이는 방식이며, 특히 채팅, 전자 우편, 게시판 등 컴퓨터 혹은 스마트폰으로 글을 쓰는 곳에서 많이 쓰인다.
이모티콘이란 단어는 영어의 emotion(감정)과 icon(아이콘)을 합쳐서 만들어진 말이며, 처음 유행한 이모티콘이 웃는 모습이었기 때문에 스마일리라고 불리기도 한다. 순화 용어인 "그림말"은 국립국어원의 2005년에 우리말 다듬기 자료집에서 제안된 단어이다. 동양에서 쓰이는 세로형의 이모티콘은 일본어로 얼굴 글자라는 의미의 카오모지(顔文字, かおもじ)라고 표현한다.

## 역사
첫 이모티콘은 1998년 내지 1999년에 NTT 도코모(NTT DoCoMo)의 i-모드(i-mode) 모바일 인터넷 플랫폼 프로젝트를 진행하는 팀원이었던 시게타카 쿠리타(Shigetaka Kurita)가 만들었다. 첫 12×12 픽셀 이모티콘 172개 세트는 용이한 전자 통신에 도움이 되고 다른 서비스와 차별화되는 기능을 제공하기 위한 i-모드의 메시지 전달 기능의 일부로 생겨났다.
그러나 1997년 니콜라스 루프라니는 모바일 기술 내에서 문자형식의 ASCII 이모티콘 사용의 성장을 인식하여 디지털에서 대화형에 보다 효과적으로 사용될 수 있는 생생한 스마일리 얼굴모양을 실험하기 시작했는데, 단순한 구두점으로 구성되는 기존 문자형식의 ascii 이모티콘에 대응하는 화려한 아이콘을 만들고자 했다. 이를 통해 루프라니는 처음으로 그래픽 이모티콘을 만들었으며 온라인 이모티콘 사전을 편찬하여 이모티콘을 클래식, 기분 표현, 깃발, 축하, 재미, 스포츠, 날씨, 동물, 음식, 국가, 직업, 행성, 별자리, 아기 cringe 등 범주를 구분하여 분류하였으며, 이러한 디자인은 1997년 미국저작권협회(The United States Copyright Office)에 처음 등록되었고, 이후 1998년에는 이 아이콘들이 웹상에 .gif 파일로 게시되어, 처음으로 기술에 사용된 그래픽 이모티콘이 되었다. 2000년에는 사용자들이 smileydictionary.com을 통해 인터넷에서 루프라니가 만든 이모티콘 사전을 휴대폰으로 다운로드할 수 있게 되었으며, 여기에는 1,000개 이상의 스마일리 그래픽 이모티콘과 그 ASCII 버전이 컴파일되어있었다. 이와 동일한 사전은 이후 2002년에 마라부(Marabout) 출판사의 디코 스마일리(Dico Smileys)라는 책으로 출판되었다. 2001년 스마일리 기업인 스마일리社(Smiley Company)는 루프라니의 그래픽 이모티콘을 노키아, 모토로라, 삼성, SFR(보다폰), 스카이 텔레미디어와 같은 여러 통신기업에서 휴대폰 이모티콘으로 다운받아 사용할 수 있도록 하는 권리를 라이선스하기 시작했다.
이모티콘은 모바일 시장이 처음 생겨났을 때부터 많은 사람들에 의해 각광받아 왔다. 특히 분량이 제한된 초창기 문자 메시지에 효율적으로 감정을 표현하는 방식으로 주로 사용되어 왔다. 100자조차도 되지 않는 짧은 문장 안에 감정을 실어 담기란 어려운 일이었으며, 자칫 잘못하면 감정을 오해받을 있는 있는 상황에 빠지기도 하였다. 그러나 이것을 이모티콘이 해결해 주어 인기를 끌었던 것이었다.
이모티콘의 사용은 시간이 가면 갈수록 널리 퍼져, 2015년에는 80%가 모바일 이모티콘을 일상적으로 이용한다고 답하는 수준에 이르렀다. 시장조사 기업 마크로밀엠브레인이 1,000명을 대상으로 조사한 결과이다.

## 그래픽 이모티콘
1997년 스마일리社(Smiley Company)의 CEO 니콜라스 루프라니(Nicolas Loufrani)는 모바일 기술 내에서 문자형식의 ascii 이모티콘 사용의 성장을 인식하여 디지털에서 대화형에 보다 효과적으로 사용될 수 있는 생생한 스마일리 얼굴모양을 실험하기 시작했는데, 단순한 구두점으로 구성되는 기존 문자형식의 ascii 아이콘에 대응하는 화려한 아이콘들을 만들고자 했다. 이를 통해 루프라니는 온라인 이모티콘 사전을 편찬하여 이모티콘을 클래식, 기분 표현, 깃발, 축하, 재미, 스포츠, 날씨, 동물, 음식, 국가, 직업, 행성, 별자리, 아기 등 범주를 구분하여 분류하였으며, 이러한 디자인은 1997년 미국저작권협회 (The United States Copyright Office)에 처음 등록되었고, 이후 1998년에는 이 아이콘들이 웹상에 .gif파일로 게시되어, 처음으로 기술에 사용된 그래픽 이모티콘이 되었다.
2000년에는 사용자들이 smileydictionary.com을 통해 인터넷에서 루프라니가 만든 이모티콘 사전을 휴대폰으로 다운로드할 수 있게 되었으며, 여기에는 1,000개 이상의 스마일리 그래픽 이모티콘과 그 ascii 버전이 컴파일되어있었다. 이와 동일한 사전이 이후 2002년에 마라부(Marabout) 출판사의 디코 스마일리(Dico Smileys)라는 책으로 출판되었다.2001년 스마일리 기업인 스마일리社(Smiley Company)는 루프라니의 그래픽 이모티콘을 노키아, 모토로라, 삼성, SFR(보다폰), 스카이 텔레미디어와 같은 여러 통신기업에서 휴대폰 이모티콘으로 다운받아 사용할 수 있도록 하는 권리를 라이선스하기 시작했다.

### 선조
1857년 4월 “내셔널 텔레그래픽 리뷰 앤 오퍼레이터스 가이드(National Telegraphic Review and Operator's Guide)”의 기록에 따르면 모스 부호로 73은 “사랑과 키스”를 의미했다고 한다. 이후 이 단어는 안부 인사 “Best regards” 대용으로 쓰이게 된다. 1908년 “다지스 매뉴얼(Dodge's Manual)”의 기록에서는 88을 “사랑과 키스”라는 의미로 사용했다고 전한다.
1862년 뉴욕 타임스는 에이브러햄 링컨의 연설을 받아 적으면서 “(박수와 웃음 ;)”이라는 표현을 사용했는데, 이가 단순한 오자나 구두법이 아닌 이모티콘이라는 의견이 있다.

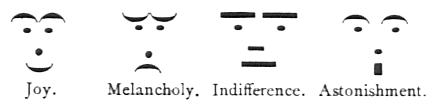
당시 퍽에 실린 이모티콘들. 왼쪽부터 순서대로 기쁨, 우울함, 무관심, 놀람

 1881년 3월 30일 미국의 풍자 잡지인 퍽은 모스 부호로 만든 세로형 이모티콘 네 개를 공개했다. 그리고 이와 함께 미술가들을 활자 인쇄 부서를 압제하는 무리로 묘사하면서 “우리도 단순한 글자로 만화가처럼 꾸밀 수 있다는 것을 대중들에게 보여주고자 한다"라는 말을 덧붙였다.
1912년 앰브로즈 비어스는 “구두법에 대한 개선. 킬킬거리는 웃음이나 껄껄거리는 웃음은 ‿ 로 표현하며 이는 웃는 입 모양을 뜻한다. 이는 풍자나 익살스러운 문장의 마침표에 덧붙여져야 한다.”라며 이모티콘과 거의 동일한 개념을 제안했다.
1936년 하버드 램푼에서 알란 그렉은 (-)을 미소로, (--)을 웃음으로, (#)을 찡그림으로, (*)을 윙크로 사용하자고 제안했다.

### :-)와:-(의 탄생
1982년 9월 19일 11시 44분, 스콧 팰만은 카네기 멜론 대학교의 컴퓨터 과학 게시판에 감정을 나타내는 용도로 :-)와 :-(를 사용하자고 제안했다. 당시 토론에는 데이비드 토레츠키와 가이 루이스 스틸, 하이메 카보넬 등이 참여했다. 원래 이 자료는 소실됐었지만, 20년 후 백업 테이프를 이용해 제프 베어드에 의해 복원되었다.
19-Sep-82 11:44    Scott E  Fahlman             :-)
From: Scott E  Fahlman <Fahlman at Cmu-20c>
I propose that the following character sequence for joke markers:
:-)
Read it sideways.  Actually, it is probably more economical to mark
things that are NOT jokes, given current trends.  For this, use
 :-(— 스콧 팰만

몇 달 내로 이 제안은 아파넷과 유즈넷을 통해 퍼져 나갔고, 많은 파생형이 생겼다.

## 동서양의 이모티콘
동서양 이분법에 따라 "동양"을 아시아 지역으로, "서양"을 유럽 및 아메리카 지역으로 가정할 때 각 지역에서 사용되는 이모티콘을 분석해 보면, 동서양에서 사용되는 각각의 이모티콘은 표현되는 방식이 다르다. 주로 동양식 이모티콘에서는 눈이 중심이 되지만, 서양식 이모티콘에서는 입이 중심이 된다. 이는 동양과 서양인의 두상 구조 차이 때문에 무의식적 및 습관적으로 형성된 표정 읽기 방식에서 비롯된 차이점에서 비롯되는 것으로 알려져 있으며, 단순히 본능적으로 그렇게 인식한다는 설도 존재한다.
2020년 글래스고 대학교의 레이첼 잭(Rachael Jack)은 동아시아인과 서양인을 15명씩 뽑아, CG로 만든 다양한 표정을 보여주며 어떤 감정을 표현한 것으로 느끼는지 설명하게 했다. 실험 결과 서양인은 표정을 보고 6가지 보편적 감정 언어를 정확히 구분하지만, 동양인은 놀라움, 공포, 혐오, 분노를 뭉뚱그려 비슷한 감정으로 보는 것으로 나타났다. 동양인은 표정에서 눈 모양을 보고 감정을 판단하지만, 서양인은 입 모양에 더 집중하는 경향을 보였다. 서양인들에게 분노와 혐오는 눈 모양은 같지만 입을 좀 더 벌리는 쪽이 혐오로 인지됐다. 반면 동양인은 혐오보다 눈을 더 크게 뜬 표정을 분노라고 파악했다.
카이스트 정재승 바이오 및 뇌공학 교수는 "동양인과 서양인이 얼굴에서 서로 다른 곳을 보며 감정을 읽는 것은 동서양의 이모티콘 사용에도 영향을 미친 것으로 보인다"고 밝혔다. 실제로 서양권에서 사용되는 이모티콘은 눈의 변화가 없거나 적으며, 입 모양을 바뀌면서 여러 감정을 표현한다. 이에 비해 동양권의 이모티콘은 입의 변화보다는 눈에 초점을 맞춰, 눈에 기호를 그려가며 감정을 나타낸다.
이러한 인식의 차이는 애니메이션 제작에서도 나타나고 있으며, 동양권의 애니메이션 캐릭터는 눈이 과장되거나 강조된다. 때로는 눈동자의 모양까지 "> <", "^ ^" 모양으로 변하기도 한다. 그러나 서양권의 애니메이션에서는 캐릭터의 눈동자나 눈의 모양은 그대로 표현하지만 입 모양을 변경하면서 표현하는 것을 알 수 있다. 이 영향은 선글라스와 보건용 마스크에 대한 인식의 차이를 형성하기도 하였다. 동양권에서는 선글라스를 쓰는 사람보다 마스크를 쓰는 사람을 더 익숙하게 여긴다. 반대로, 서양권에서는 보건용 마스크를 쓰는 사람보다는 선글라스를 쓰는 사람을 더욱 익숙하게 여긴다.

### 동양식 이모티콘
동양에서 만들어진 이모티콘들은 주로 눈이 중심이 된다.
카카오톡 및 라인에서 "이모티콘" 이라고 불리는 콘텐츠가 있는데, 움직이는 이모티콘과 같다. 특히 하나의 캐릭터가 대표적으로 나와 어떠한 한 표정을 짓거나, 다른 행동을 하는 등의 형식으로 묘사된다. 카카오톡은 카카오프렌즈로, 라인은 라인프렌즈 캐릭터로 표현된다. 카카오프렌즈와 라인프렌즈 이외 다른 캐릭터들로 콜라보레이션을 하여 새로운 이모티콘을 제작해 나가기도 한다. 서구권에서는 이러한 형식의 이모티콘을 "스티커"라고 부른다.
카카오톡이 2018년 발표한 스티커 및 이모티콘의 사용에 대한 통계에서는 2,700만 명이 하루 6,667만 건, 한 달에 20억 건의 이모티콘을 주고 받으며 대화를 나눈다고 하였다.
이모티콘은 유럽 및 북아메리카에 비해 아시아 지역에서 더 많이 쓰인다. 이모티콘을 적극적으로 사용하는 문화권의 사람들은 트롬페나스의 국가 문화 차이 모델(en:Trompenaars's model of national culture differences)에 따르면 감정을 공개적으로 표현하지 않는 사람들에 가깝다. 이러한 나라는 주로 일본(74%), 중국(55%)이 포함된다. 감정 표현이 절제되는 국가의 사람들은 평소 자신의 감정을 숨기는 경우가 많기 때문에, 자신의 감정을 확실하게 표현하는 것이 서툰 경우가 많다. 그 때문에 모바일 이모티콘을 많이 사용하는 것은 자신의 감정 상태를 간접적으로 표현하려 시도하는 것으로 나타났으며, 복잡한 감정이나 설명하게 곤란한 상황도 쉽게 설명할 수 있기 때문에 아시아권에서 이모티콘이 많이 많이 쓰이게 되는 것으로 분석되었다.
아래는 동양에서 공통적으로 자주 사용되는 형식의 이모티콘을 나열한 표이다.
| 예제                                   | 설명                  | 예제          | 설명                                  |
| -------------------------------------- | --------------------- | ------------- | ------------------------------------- |
| (^_^) (^^) (^-^) ^^                    | 미소짓는 모습         | (^o^)         | 웃는 모습                             |
| (^_^;                                  | 겸연쩍어하는 모습     | (*_*) ('o')   | 놀란 모습                             |
| (;_;) (T_T)                            | 우는 모습             | (@_@)         | 눈이 뱅글뱅글 도는 모습               |
| *^^* (^^* ^^// ^///^ -///- -_-* \^w^// | 부끄러워하는 모습     | (-_-) (ㅡ.ㅡ) | 눈을 가늘게 뜨고 불만을 표시하는 모습 |
| =^.^=                                  | 고양이                | U•ェ•U        | 개                                    |
| ◀<:=                                   | 오징어                | ○::=          | 문어                                  |
| /^o^\                                  | 산 (웃는 모습의 변형) | _()_          | 합장 (손모아 인사하는 모양)           |

#### 대한민국의 이모티콘
아래는 대한민국 지역에서 만들어진 만들어진 이모티콘을 모아 놓은 표이다. 주로 한글의 자모를 이용한 이모티콘이 쓰이고 있다.
| 예제                                                  | 설명                       | 예제                                            | 설명                 |
| ----------------------------------------------------- | -------------------------- | ----------------------------------------------- | -------------------- |
| ㅠ_ㅠ ㅜ_ㅜ ㅜ.ㅜ ㅠㅠ ㅜㅜ ;ㅅ; ㅜㅡㅜ ㅠㅇㅠ ㅠㅅㅠ | 우는 모습                  | ㅇㅅㅇ ㅇㅁㅇ ㅁㅅㅁ ㄴㅇㄱ ㄴ(°○°)ㄱ ㄴ(°□°)ㄱ | 놀란 모습            |
| -_-^                                                  | 한쪽 눈썹 치켜세우기       | @_@                                             | 뱅글뱅글             |
| ^-^;;;;;                                              | 땀을 흘리는모습            | ^^ ㅅㅅ ㅆ                                      | 눈 웃음              |
| ㅡㅡ                                                  | 모음'ㅡ'를 이용한 삐진모습 | ㅇㅠㅇ                                          | 토하기 또는 침흘리기 |
| ^_^< ^^7 ^-^7 ^_^7                                    | 충성하는 모습              |                                                 |                      |

#### 일본의 이모티콘
알파벳, 키릴 문자, 반각 가타카나 문자 등을 이용한 이모티콘이 쓰이고 있다.
| 이모티콘                                                                                   | 감정             |
| ------------------------------------------------------------------------------------------ | ---------------- |
| (^_^) (*´ω｀*) (*´▽｀*) (≧▽≦) ٩(◕ᗜ◕)و(*°▽°*)ヽ(´▽`)/(^▽^)                                  | 웃음 (미소)      |
| (❛◡❛)✿ (✿◠‿◠) (❁´▽`❁) ๑>ᴗ<๑ ๑ᴖ◡ᴖ๑ (◕◡◕) (▱˘◡˘▱) (▰˘◡˘▰) ꔷ̥̑.̮ꔷ̥̑ (^○^) (*ﾟーﾟ) ꉂꉂ(ᵔᗜᵔ*) ¶°∀°¶ | 웃음 (미소)      |
| (^-^) (・∀・) (ू•ᴗ•ू❁) (ว ° ∀ ° )ง                                                           | 웃음 (미소)      |
| (^_-)-☆ (∈^▽ﾟ)キラッ☆ ♪v(*'-^*)^☆                                                          | 웃음 (미소)      |
| (✿╹◡╹) (ㆁᴗㆁ✿) ⍢⃝ (o^-^)(^-^o)o                                                            | 웃음 (미소)      |
| (≖ᴗ≖✿) (✾♛‿♛)                                                                              | 웃음 (미소)      |
| (๑￫ܫ￩) (◕‿◕✿) (✿ヘᴥヘ) ｡˚✧₊⁎❝᷀ົཽ≀ˍ̮ ❝᷀ົཽ⁎⁺˳✧༚                                                     | 웃음 (미소)      |
| (^-^) ( ^ω^)(*ﾟ∀ﾟ)ｱﾋｬﾋｬ                                                                    | 웃음 (미소)      |
| (*_*) Σ(´∀｀；)                                                                            | 놀라움           |
| Σ(°Д°；)ヾ(ﾟДﾟ)ﾉﾊﾟﾝﾅｺｯﾀｷﾀ━━━━(ﾟ∀ﾟ)━━━━!!(・Д・)（◎0◎）(•’□’•)                              | 놀라움           |
| (；_；) (ノд｀) ༼☯﹏☯༽ (;´༎ຶД༎ຶ`)૮(꒦ິཅ꒦ິ)ა                                                   | 울음             |
| (´；ω；｀) ༼ꉺɷꉺ༽ ｡ﾟ( ﾟஇ‸இﾟ+) ( ͒ ́ඉ .̫ ඉ ̀ ͒)                                                 | 울음             |
| (T_T) (ノдT)                                                                               | 울음             |
| (/_T) 。・゜・(つД｀)・゜・。ヾ(*T▽T*)                                                     | 울음             |
| (@_@) ( ﾟ∀｡ )                                                                              | 혼란             |
| (´・ω・｀) (`・ω・´) (*´ω｀*)                                                              | 쓸쓸함           |
| (ヽ´ω`) (•̄ _ •̄) ( ∙̆.̯∙̆) (•́ ̯•́) ( -᷅_-᷄) (๑ŏᆺŏ๑) ಠ‸ಠ (๑ↀᆺↀ๑)                                      | 실망함           |
| (ﾉ´∀｀*)ﾏﾀｰﾘ (❁´◡`❁)                                                                       | 느긋함           |
| (#ﾟДﾟ)ｺﾞﾙｧ!! ( #｀Д´) m9(^Д^)ﾌﾟｷﾞｬｰ!! (#`Д')︻̷┻̿═━一- ｡ﾟヽ(ﾟ`Д´ﾟ)ﾉﾟ｡ ヽ(ｏ`皿′ｏ)ﾉ◥◣‸◢◤     | 분노, 도발, 모욕 |
| (^_^；) (；´Д｀) (΄◞ิ౪◟ิ‵)                                                                   | 쓴웃음, 하하     |
| ( ´ー`)y─┛ (,,ﾟДﾟ)y─┛ (-。-)y-゜゜゜ (^。^)y-゜゜゜ ゜゜゜-y(^。^)。o0○                    | 흡연             |

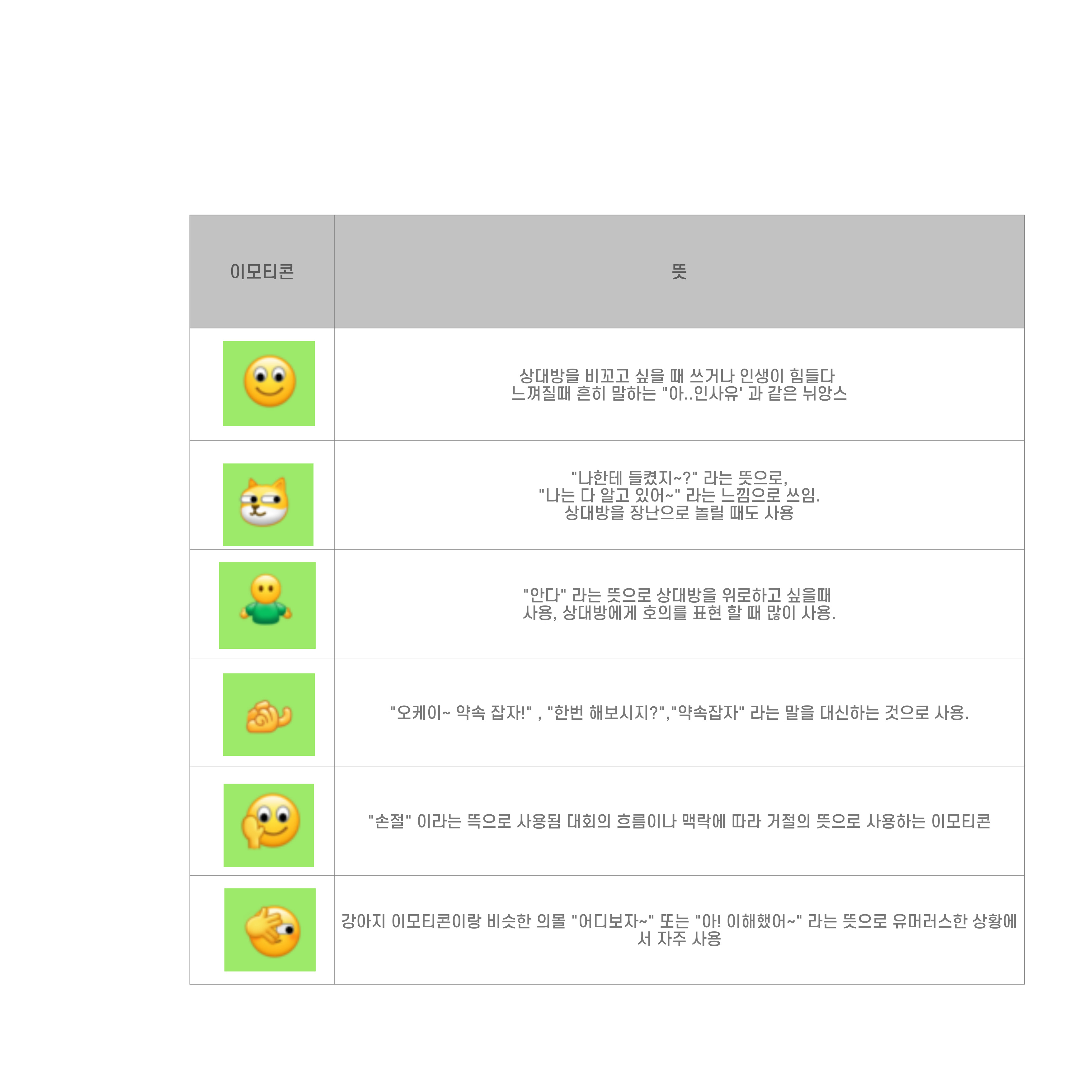
중국의 위챗에서 사용되는 이모티콘 의미

| m(_ _)m m(。_。)m m(。≧Д≦。)m                                                              | 평복(의뢰), 사과 |
| ( ´,_ゝ｀)プッ (ﾟc_､ﾟ )プッ ( ´_つ｀)ホルース                                              | 조롱, 모욕, 흥   |
| (っ^_^)っ (つﾟ⊿ﾟ)つ                                                                        | 품음             |
| ʕ￫ᴥ￩ʔ ʕ·ᴥ·ʔ ʕ￫ᴥ￩ʔ ^ↀᴥↀ^ U^ｴ^U ʕ•〰•ʔ                                                       | 동물             |
| (⌐■_■) (-●_●)                                                                              | 선글라스         |
| (๑ↀᆺↀ๑)✧                                                                                    | 깐깐함           |

#### 중국의 이모티콘
- 종류

중국의 이모티콘의 종류는 크게 다섯가지로 본다. 우선 희노애락을 표현하는 얼굴표정 이모티콘, 유행하는 애니메이션 이미지를 사용하는 캐릭터 이모티콘, 드라마 한 장면을 잘라만든 영상편집 이모티콘, 이미지와 문자를 결합한 이모티콘으로 동적인 이미지에 문자를 넣거나 정적인 이미지에 문자를 넣는다. 마지막으로는 사용자가 직접 제작한 이모티콘으로 개인소장 이모티콘이나 친구사진을 편집하여 제작하기도 한다.
- 분류

실제 인물사진, 문자 등이 결합하여 만들어진 이모티콘은 두가지로 나눌 수 있다. 하나는 중국어:'兎斯基(투즈키):중국 미디어대학교(Communication University of China, 中國傳媒大學) 애니메이션과 03학번의 왕묘묘(王卯卯,MOMO)가 만든 이모티콘' 계열의 판권 저작권이 있는 경우이고, 다른 하나는 중국어:'熊猫头(xióngmāotóu, 판다 머리)’나 동물 사진 등 이미 있는 형상에서 얼굴 부분과 문자(tulisankeren) 내용만 바꾸어서 새로운 이모티콘을 만들어내는 방식이다.'파란색 버섯(중국어:蓝瘦香菇)’과 같은 ‘두상(중국어:头像)’ 이모티콘은 머리 부분만 그대로 둔 채, 얼굴은 계속
내부에서 복제⋅합성을 거쳐 놀이화된다. 이런 종류의 이모티콘은 하위문화에 속하는 것으로 인터넷의 발전, 실시간 소통 방식의 보급과 확산으로 인터넷 커뮤니케이션 영역에서 중요한 구성 요소가 되고 있다.

### 서양식 이모티콘
서양 문화권에서 만들어진 기본 이모티콘들은 주로 옆으로 누워있으며 입의 모양을 가지고 감정을 표현한다. 최초로 사용된 것은 미소짓는 모습인 :-)인데, 이는 카네기 멜론 대학의 스콧 팔맨 교수가 1982년 9월 19일 오전 11시 44분에 전자게시판에서 처음으로 사용했다. 스콧 팔맨 교수는 :-) 탄생 25주년을 기념한 디지털 대인 커뮤니케이션 혁신을 주제로 한 컨테스트를 열었다.
| 예제      | 설명                           | 예제       | 설명                |
| --------- | ------------------------------ | ---------- | ------------------- |
| :-) :) =) | 미소짓는 모습                  | :-( :( )-: | 슬픈 모습           |
| :'-( ;-(  | 우는 모습                      | :/         | 불만에 찬 모습      |
| :\|       | 말을 안 하는 모습              | :-D :D     | 웃는 모습           |
| :-P :p :P | 메롱                           | ;-) ;) (-; | 윙크짓는 모습       |
| B-) 8-)   | 선글라스 낀 모습, 안경 쓴 모습 | :-O :O     | 놀란 모습           |
| XD        | 배꼽을 잡고 웃는 모습          | :V         | 입을 크게 벌린 모습 |
| <3        | 하트                           |            |                     |

## 유니코드식 이모티콘
2020년대부터 이모지(emoji)라는 새로운 형식의 이모티콘이 전세계적으로 광범위하게 쓰이고 있다. 기존의 텍스트로만 형성한 이모티콘과는 달리 하나의 그림으로 이모티콘이 만들어져 있다. 세계 각국의 국기 역시 표현되어 있다. 일본에서 건너온 이모티콘이기에 각종 일본 문화가 표현되어 있기도 하다. 이모지는 사용하는 기기에 따라 이모지의 디자인이 다르게 출력되며, 이에 따라 일부 기기에서는 이모티콘이 잘 보이지 않을 수 있다.
아래는 이모지 목록 중 일부이다.
| Unicode.org 차트 (PDF) |    |    |    |    |    |    |    |    |    |    |    |    |    |    |    |    |
|                        | 0  | 1  | 2  | 3  | 4  | 5  | 6  | 7  | 8  | 9  | A  | B  | C  | D  | E  | F  |
| U+1F60x                | 😀 | 😁 | 😂 | 😃 | 😄 | 😅 | 😆 | 😇 | 😈 | 😉 | 😊 | 😋 | 😌 | 😍 | 😎 | 😏 |
| U+1F61x                | 😐 | 😑 | 😒 | 😓 | 😔 | 😕 | 😖 | 😗 | 😘 | 😙 | 😚 | 😛 | 😜 | 😝 | 😞 | 😟 |
| U+1F62x                | 😠 | 😡 | 😢 | 😣 | 😤 | 😥 | 😦 | 😧 | 😨 | 😩 | 😪 | 😫 | 😬 | 😭 | 😮 | 😯 |
| U+1F63x                | 😰 | 😱 | 😲 | 😳 | 😴 | 😵 | 😶 | 😷 | 😸 | 😹 | 😺 | 😻 | 😼 | 😽 | 😾 | 😿 |
| U+1F64x                | 🙀 |    |    |    |    | 🙅 | 🙆 | 🙇 | 🙈 | 🙉 | 🙊 | 🙋 | 🙌 | 🙍 | 🙎 | 🙏 |

## 같이 보기
- 스마일리
- 이모지
- 문장 부호
- T__T
- O_o
- 파레이돌리아